# Landkreis Bad Brückenau
Der Landkreis Bad Brückenau (bis zum 7. April 1970 Landkreis Brückenau) gehörte zum bayerischen Regierungsbezirk Unterfranken. Vor dem Beginn der bayerischen Gebietsreform am Anfang der 1970er Jahre umfasste der Landkreis 26 Gemeinden.

## Geographie

### Wichtige Orte
Die einwohnerstärksten Orte waren Bad Brückenau, Wildflecken, Zeitlofs, Schondra und Motten.

### Nachbarkreise
Der Landkreis grenzte 1972 im Uhrzeigersinn im Westen beginnend an die Landkreise Schlüchtern und Fulda (beide in Hessen) sowie an die Landkreise Bad Neustadt an der Saale, Bad Kissingen, Hammelburg und Gemünden am Main (alle in Bayern).

## Geschichte

### Bezirksamt
Das Bezirksamt Brückenau folgte im Jahr 1862 dem flächengleichen Landgericht älterer Ordnung Brückenau.

### Landkreis
Am 1. Januar 1939 wurde die reichseinheitliche Bezeichnung Landkreis eingeführt. So wurde aus dem Bezirksamt der Landkreis Brückenau.
Am 8. April 1970 wurde der Landkreis Brückenau amtlich in Landkreis Bad Brückenau umbenannt.
Am 1. Juli 1972 wurde der Landkreis Bad Brückenau im Zuge der Gebietsreform in Bayern zusammen mit dem Landkreis Hammelburg, der bis dahin kreisfreien Stadt Bad Kissingen, sowie einzelnen Gemeinden der Landkreise Gemünden am Main und Karlstadt dem Landkreis Bad Kissingen zugeschlagen.

### Bezirksamtmänner und Landräte
- 1888–1908: Alfred Freiherr von Waldenfels
- 1913–1925: Rudolf Freiherr von Ruffin
- 1926–1945: Karl Freiherr von Freyberg

## Einwohnerentwicklung
| Jahr | Einwohner | Quelle |
| ---- | --------- | ------ |
| 1864 | 13.639    | [ 5 ]  |
| 1885 | 13.385    | [ 6 ]  |
| 1900 | 12.714    | [ 7 ]  |
| 1910 | 13.637    | [ 7 ]  |
| 1925 | 14.198    | [ 8 ]  |
| 1939 | 14.053    | [ 9 ]  |
| 1950 | 20.273    | [ 10 ] |
| 1960 | 18.900    | [ 11 ] |
| 1971 | 19.600    | [ 12 ] |

## Gemeinden
Folgende Städte und Gemeinden gehörten dem Landkreis an.

Landkreis Bad Brückenau, Gemeindegrenzenkarte von 1961

| Stadt - Bad Brückenau Weitere Gemeinden - Altglashütten (heute wüst) - Breitenbach - Detter - Eckarts-Rupboden - Geroda - Heiligkreuz - Kothen - Mitgenfeld - Modlos - Motten - Neuglashütten (heute wüst) - Neuwildflecken (1970 zu Wildflecken) - Oberbach - Oberleichtersbach | - Oberriedenberg - Platz - Reußendorf (heute wüst) - Römershag - Roßbach - Rothenrain (heute wüst) - Schönderling - Schondra - Singenrain - Speicherz - Unterleichtersbach - Unterriedenberg - Volkers - Weißenbach - Werberg (heute wüst) - Wernarz - Wildflecken - Zeitlofs |

## Kfz-Kennzeichen
Am 1. Juli 1956 wurde dem Landkreis bei der Einführung der bis heute gültigen Kfz-Kennzeichen das Unterscheidungszeichen BRK zugewiesen. Es wurde bis zum 28. April 1973 ausgegeben. Seit dem 10. Juli 2013 ist es wieder im Landkreis Bad Kissingen erhältlich.